# Ghimeș, Bacău
Ghimeș (în maghiară Gyimes) este un sat în comuna Ghimeș-Făget din județul Bacău, Transilvania, România.
Satul aparține istoric și cultural de regiunea Transilvaniei.

## Istoric
Până la desființarea județelor de către regimul comunist a făcut parte din județul Ciuc. În anul 1956 a trecut la Regiunea Bacău.